# Фонд поддержки идейных общин
Фо́нд подде́ржки иде́йных общи́н (ФПИО) (англ. Foundation for Intentional Community (FIC)), ранее Движе́ние за иде́йные общи́ны (The Fellowship for Intentional Community) и Движе́ние иде́йных общи́н (The Fellowship of Intentional Community) — международное некоммерческое объединение, поддерживающее связи и кооперацию между идейными общинами, экопоселениями, кохаузингами и подобными группами; выпускаемые им бумажные и электронные публикации содержат информацию, помогающую в поиске идейных общин и установлению контактов с ними. Движение является некоммерческой организацией типа «501(c)(3)» по законодательству США.

## Деятельность
ФПИО периодически публикует «Communities magazine», «Communities Directory» «Journal of Cooperative Living», «FIC Newsletter», а также поддерживает интернет-сайт с международным каталогом идейных общин. Так же проводит встречи идейных общин, включая ежегодное собрание в Твин Оукс и мероприятия «Искусство сообщества» (англ. Art of Community) в разных местах в США.

## Взгляды и задачи
В соответствии с заявлением «Vision Committee» от 15 мая 1998 года:

### Взгляды
Мы предвидим мир, в котором общность доступна, понимаема, признаваема и поддерживаема для всех желающих её людей, и где опыт, структуры и мудрость сообщества признаны как основы для справедливой и устойчивой культуры.
Оригинальный текст (англ.)We envision a world where community is available, understood, appreciated and supported for all people who desire it and where the skills, structures and wisdom of community are recognized as basic building blocks of a just and sustainable culture.

### Задачи
1. Обеспечивать открытый доступ к точной и всесторонней информации о жизни в идейных общинах.
2. Способствовать диалогу, взаимопониманию и кооперации между существующими общинами и связанными с ними организациями.
3. Сделать реальность, выбор и уроки жизни идейных общин доступными в культуре широких масс.
4. Оказывать необходимую моральную, финансовую и техническую помощь в создании сообществ

Оригинальный текст (англ.)
1. Openly provide accurate and comprehensive information about living in intentional communities.
2. Promote dialogue, understanding, and cooperation between existing communities and related organizations.
3. Make the realities, options, and lessons of intentional communities readily accessible to the wider culture.
4. Provide moral, financial, and technical support to forming and established communities in need.

### Цели
Объединение определяет свои основные цели как:

- Понимать и принимать всё разнообразие сообществ, и облегчать взаимодействие между их членами и культурой окружающего общества.
- Способствовать духу сотрудничества внутри и между сообществами с помощью проведения общих праздников, создания совместных предприятий и осуществления другой деятельности, способствующей осознанию общности нашей человеческой природы.
- Содействовать обмену информацией и опытом, экономической взаимопомощи между отдельными людьми, существующими идейными общинами, кооперативными группами и новыми, ныне создаваемыми сообществами.
- Работать как справочная служба для тех, кто ищет идейные общины, конференции и другие общественные мероприятия и виды практической деятельности в соответствии со своими нуждами.
- Поддерживать обучение, исследования, архивы и публикации о современных и исторических идейных общинах.
- Демонстрировать достигнутые результаты практической деятельности общин и кооперативов. а также производимые ими товары и услуги — путём проведения семинаров, составления каталогов, осуществления демонстрационных проектов и прямых продаж.
- Увеличивать глобальную информированность о том, что идейные общины — пионеры в области жизни, соответствующей требованиям устойчивого развития, в преобразовании личности и общества и в мирной социальной эволюции.

Оригинальный текст (англ.)
- To embrace the diversity that exists among communities and to facilitate increased interaction between communitarians and the wider culture;
- To build cooperative spirit within and among communities through shared celebrations, joint ventures, and activities that build awareness of our common humanity;
- To facilitate exchange of information, skills, and economic support among individuals, existing intentional communities, cooperative groups, and newly forming communities;
- To serve as a reference source for those seeking intentional communities, conferences, and other community building experiences and practices appropriate to their needs;
- To support education, research, archives, and publishing about contemporary and historic intentional communities;
- To demonstrate practical applications of communities, cooperatives, and their products and services – through seminars, catalogs, demonstration projects, gatherings, and direct sales;
- To increase global awareness that intentional communities are pioneers in sustainable living, personal and community transformation, and peaceful social evolution.

## История организации
История «Фонда поддержки идейных общин» началась в 1937 году в городе Энн-Арбор, штат Мичиган, в окрестностях которого количество идейных общин на душу населения до сих пор остаётся одним из самых высоких. Члены сетевой группы из 19 «студенческих домов» (англ. student-run houses) создали «Международный кооперативный совет» (англ. The International Cooperative Council (ICC)), который стал предшественником ФПИО.
ФПИО был основан как «Межобщинный обмен» (англ. Inter-Community Exchange) в 1940 году Артуром Е. Морганом (1878—1976) для общения и обмена товарами между отдельными общинами. Во время Второй Мировой войны некоторые из этих общин служили убежищами для пацифистов.
Среди членов «Межобщинного обмена» были: «Hidden Springs» в Нью-Джерси, «Tangy Homesteads» в Филадельфии, «Tuolumne Co-operative Farms» около гор. Модесто (Калифорния), «Skyview Acres» в дер. Помона штата Нью-Йорк, «Parisfield» около Брайтона (Мичиган), Кингвуд в Нью-Джерси, «Quest» около Роял Арк (Мичиган), «Canterbury» в окрестностях гор. Конкорд (штат Нью-Гэмпшир), «May Valley» недалеко от Сиэтла, «The Valley» около дер. Йеллоу Спрингс (Огайо), «St. Francis Acres/Glen Gardener» в Нью-Джерси, «Koinonia Farm» около гор. Америкус (штат Джорджия) и «Bruderhof» («Общество братьев»).
В 1954 году «Межобщинный обмен» начал проводить ежегодные конференции в Йеллоу Спрингс, Огайо и Пендл Хилл, Пенсильвания.
Затем общественное движение «Межобщинный обмен» постепенно пошло на спад и в 1961 году было расформировано; главной причиной этого стал выход из состава движения общины «Bruderhof» (самого крупного и состоятельного члена).
Но в 1986 году оно возродилась под именем «Движение за идейные общины» (англ. Fellowship for Intentional Community), как некоммерческая организация (англ. non-profit organization).
В 2018 году на встрече в Твин Оукс в Вирджинии организация приняла решение о переименовании в «Фонд поддержки идейных общин» (англ. Foundation for Intentional Community), поскольку английское слово Fellowship у многих стало вызывать антипатию своими маскулинными коннотациями.